# 格拉斯瓦利 (加利福尼亚州)
格拉斯瓦利（英語：Grass Valley），是美国加利福尼亚州内华达县下属的一座城市。建市于1893年3月13日，面积大约为4.74平方英里（12.3平方公里）。根据2010年美国人口普查，该市有人口12,860人。